# Маралди (Щербактинський район)
Маралди́ (каз. Маралды) — станційне селище у складі Щербактинського району Павлодарської області Казахстану. Входить до складу Жилибулацького сільського округу.
Населення — 458 осіб (2021; 441 у 2009, 551 у 1999, 663 у 1989).
Національний склад станом на 1989 рік:
- росіяни — 35 %
- казахи — 27 %
- українці — 25 %

Станом на 1989 рік селище мало статус села.